# Svartklint

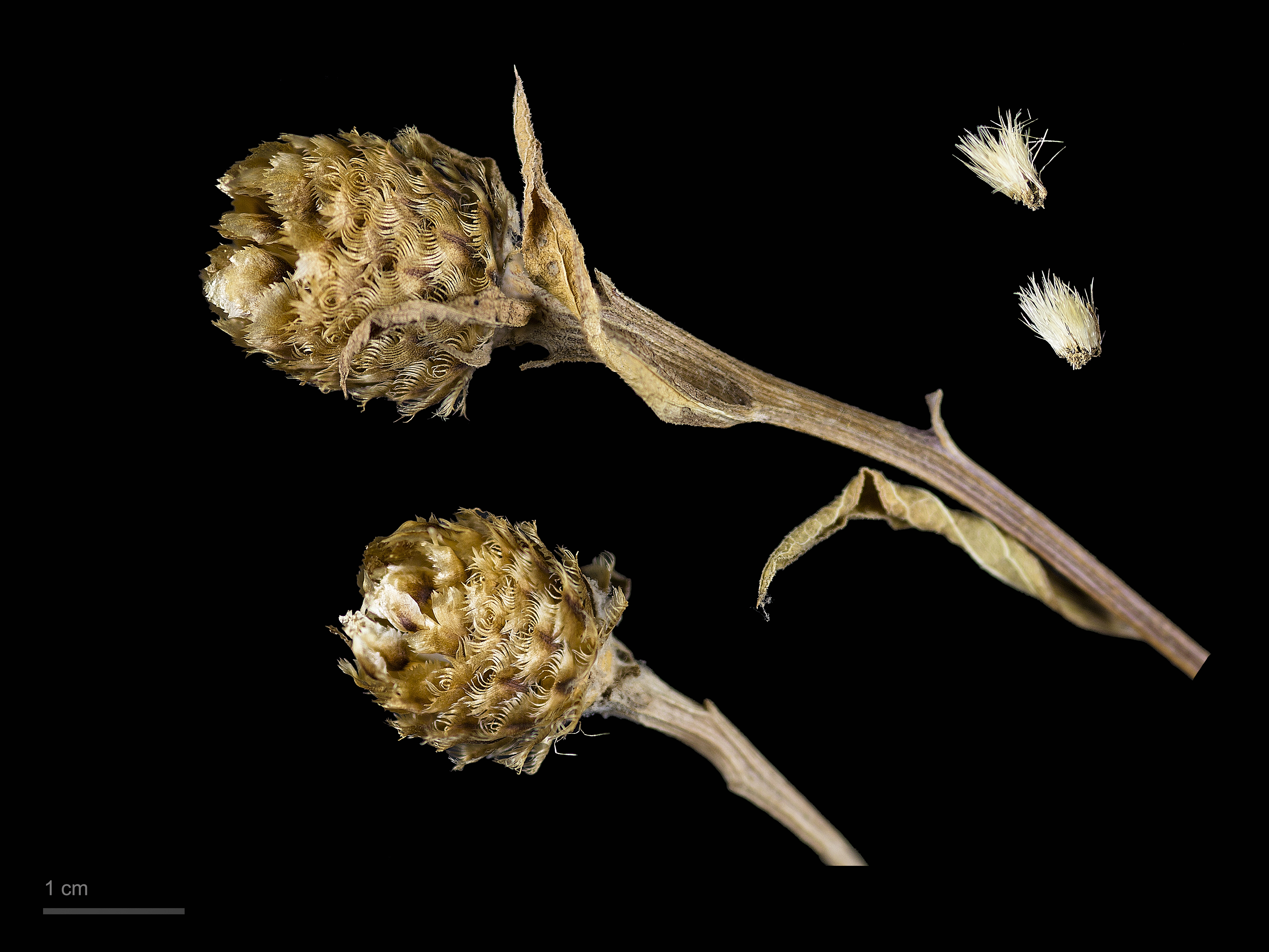
Centaurea nigra

Svartklint (Centaurea nigra) är en växtart i familjen korgblommiga växter. 